# アジアハイウェイ4号線
 アジアハイウェイ4号線（アジアハイウェイ4ごうせん）は、アジアハイウェイの路線の一つで、総延長は4,811kmである。

## 概要
起点はロシア連邦ノヴォシビルスク州ノヴォシビルスクで、アジアハイウェイ6号線から分岐した後南下し、アルタイ地方とアルタイ共和国を通りモンゴルの西端部に入る。かつてはモンゴル・中国国境からウルムチまでの設定はなかったが、現在は道路が整備されたため、アルタイ地区チンギル県からG216国道などを経由してウルムチに至る。その後ウルムチからカシュガルまではかつての天山南路とほぼ同じルートとなる。
カシュガルからカラコルム・ハイウェイとなるアジアハイウェイ4号線は、クンジュラブ峠を越えてパキスタンのフンザ地域に入るが、2010年1月4日に発生した土砂災害によってフンザ川の渓谷の一部がせきとめられ、長さ18kmに及ぶアッタバード湖が形成されたことで一時的に不通となったが、2015年に迂回路が開通した。アッタバード湖を抜けると、フンザ観光の中心地カリーマーバードがあり、ギルギット・バルティスタンジャグロットからカイバル・パクトゥンクワ州のサーコットまでインダス川沿いに南下した後、パンジャーブ州ハッサナブダルでアジアハイウェイ1号線と合流し、州都ラホールまで重複区間となる。
ラホールから先はアジアハイウェイ2号線との重複区間となるが、シンド州サッカル地区ローリでアジアハイウェイ2号線と分岐し、再びインダス川沿いに南下する。その後、ハイデラバードでインダス川を渡り、シンド州州都のカラチが終点となる。

## 経路

### ロシア連邦

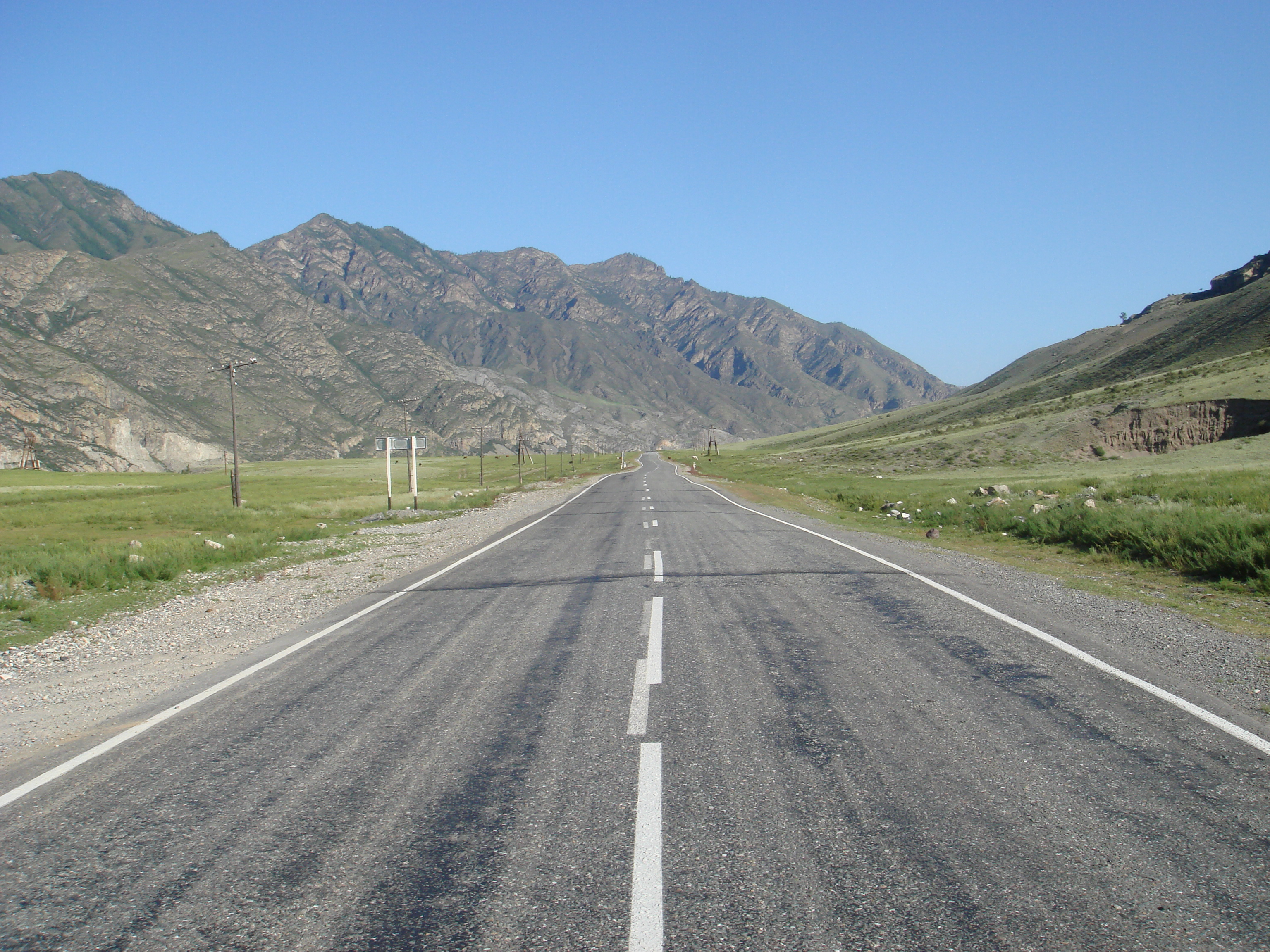
アルタイ地方のロシア連邦道路M52

- ロシア連邦道路M52（英語版） : ノヴォシビルスク州ノヴォシビルスク - アルタイ地方ビイスク - アルタイ共和国ゴルノ＝アルタイスク - コシュ・アガチスキー地区（英語版）

### モンゴル
- A0306 : バヤン・ウルギー県ウランバイシント - ウルギー
- A0305 : ウルギー - ホブド県ホブド
- A0304 : ホブド - マンカン
- A14 : マンカン - ブルガン（英語版） - ヤランタイ

### 中華人民共和国

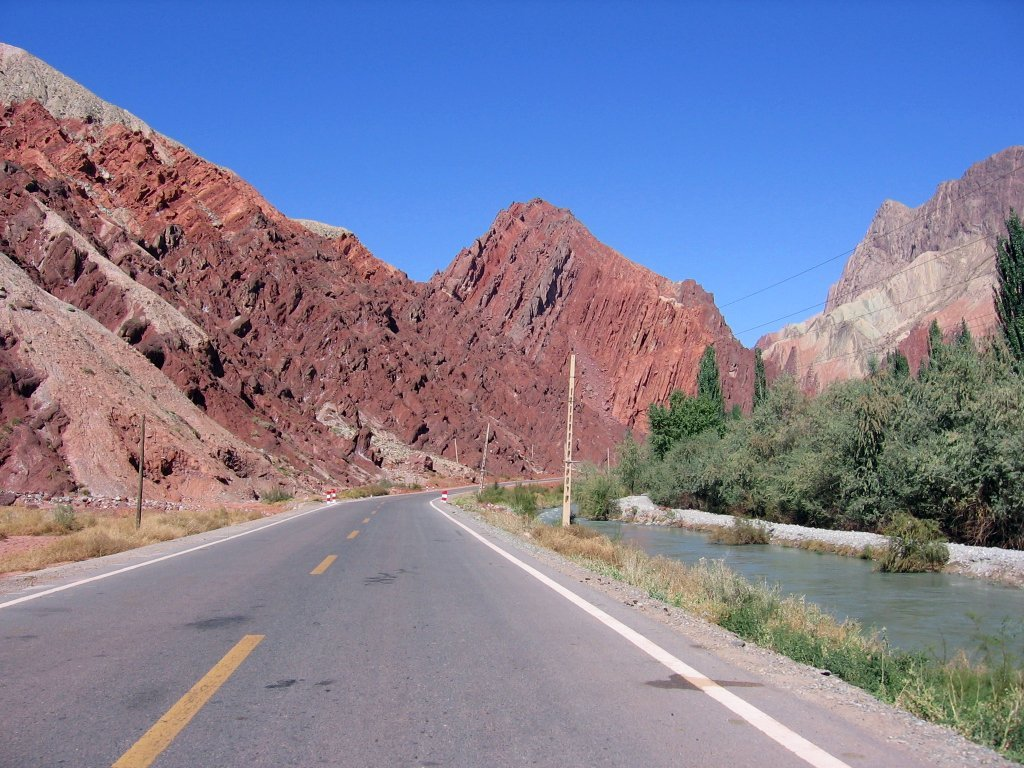
タシュクルガン・タジク自治県附近のG314国道

- S320省道 : 新疆ウイグル自治区（東トルキスタン）アルタイ地区チンギル県 - コクトカイ県
- G216国道 : コクトカイ県 – ウルムチ
- G314国道 : ウルムチ - トルファン市トクスン県 - アクス地区アクス - カシュガル地区カシュガル - タシュクルガン・タジク自治県 - クンジュラブ口岸

### パキスタン

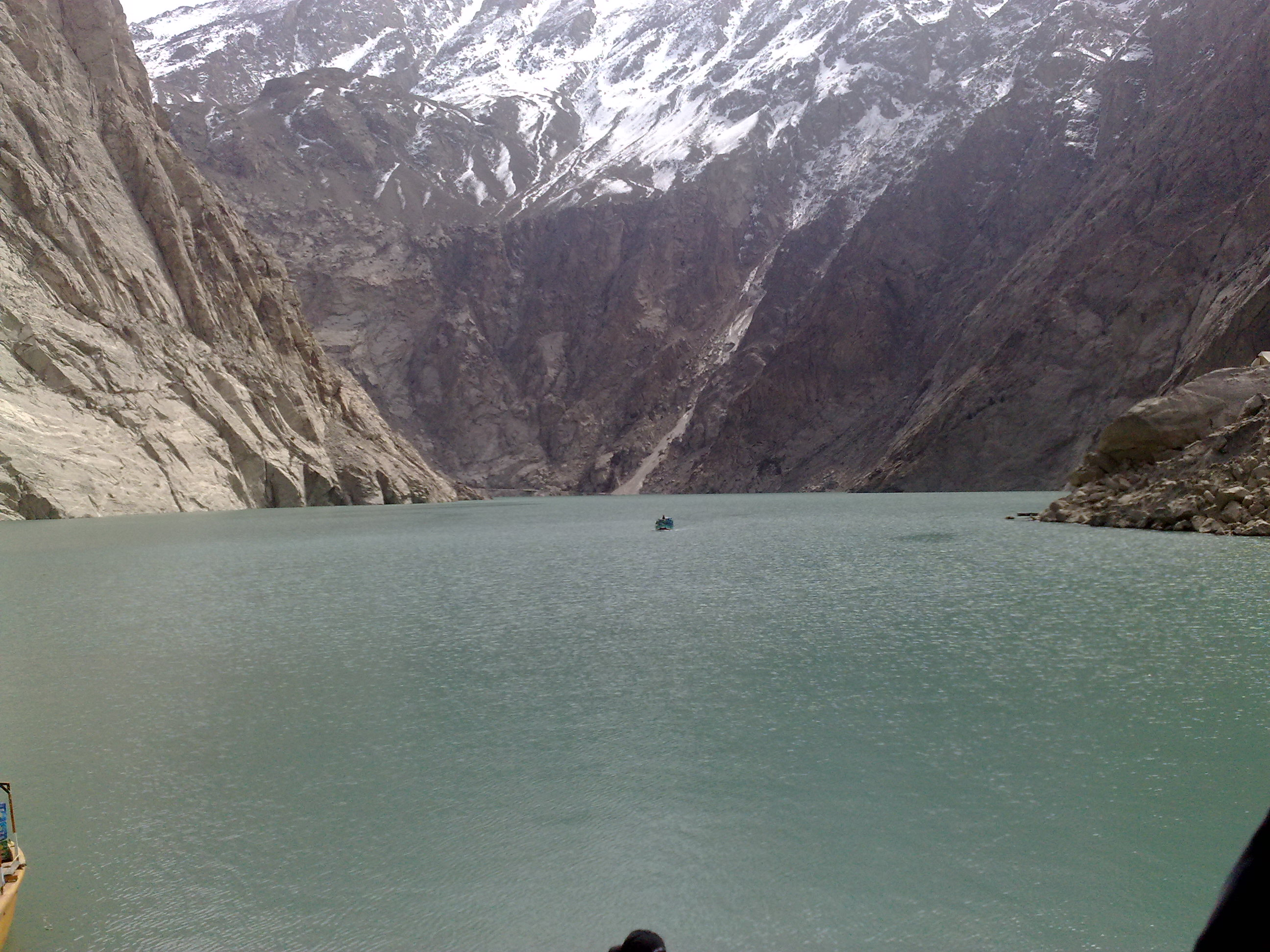
アッタバード湖

- N-35国道（カラコルム・ハイウェイ） : ギルギット・バルティスタンクンジュラブ峠 - アッタバード湖 - カリーマーバード（英語版） - ギルギット - カイバル・パクトゥンクワ州アボッターバード - パンジャーブ州ハッサナブダル（英語版）
- M2高速道路（英語版）（ アジアハイウェイ1号線との重複区間） : ハッサナブダル - ジェーラム（英語版） - グジュラーンワーラ - ラホール
- N-5国道（英語版）（ アジアハイウェイ2号線との重複区間） : ラホール - ムルターン - バハーワルプール - シンド州サッカル地区（英語版）ローリ（英語版）
- N-5国道 : ローリ - ハイデラバード - カラチ

## 国境
| 通過国1        | 通過国2        | 位置                                                                    |
| -------------- | -------------- | ----------------------------------------------------------------------- |
| ロシア         | モンゴル       | 北緯49度38分36.1秒 東経89度26分32.3秒 / 北緯49.643361度 東経89.442306度 |
| モンゴル       | 中華人民共和国 | 北緯46度08分32.5秒 東経90度59分37.2秒 / 北緯46.142361度 東経90.993667度 |
| 中華人民共和国 | パキスタン     | 北緯36度51分01.2秒 東経75度25分42.0秒 / 北緯36.850333度 東経75.428333度 |

## 脚註
1. ↑  “Asian Highway Handbook” (PDF).  UNESCAP (2003年). 2012年4月14日時点のオリジナルよりアーカイブ。2013年1月7日閲覧。
2. ↑  “PM inaugurates tunnels over Attabad Lake in G-B”. The Express Tribune. (2015年9月14日) 2023年12月10日閲覧。